# 广播控制信道
广播控制信道（Broadcast Control Channel，简称BCCH）是一个“一点对多点”的、单向（只有下行链路）的信道，被GSM蜂窝网络标准中的Um接口所使用。BCCH携带一种重复式的系统信息消息，描述基地收发机站（BTS）的标识、配置以及可用的功能。 这些消息还提供了相邻的各个BTS所使用的绝对射频信道号（Absolute Radio-Frequency Channel Number，简称ARFCNs）列表。该消息被同步到BTS帧时钟（Frame Clock）里。 尽管通常还有其他更多消息，但BCCH的最小消息集是“系统信息消息2-4”（System Information Message 2-4）。关于消息本身的描述是体现在3GPP技术规范44.018中的。
任何包含BCCH的GSM绝对射频信道号（ARFCN）都被分配了一个信标信道（Beacon Channel），并且被要求以全功率持续传输。